# Єлизавета Ярославна (монета)
«Єлизаве́та Яросла́вна» — ювілейна  монета номіналом 2 гривні, випущена Національним банком України, присвячена княжні Єлизаветі, старшій доньці київського великого князя Київської Русі Ярослава Мудрого. Монету введено в обіг 28 липня 2022 року. Вона належить до серії «Видатні особистості України».

## Опис та характеристики монети
| Номінал грн. | Метал      | Маса, грам | Діаметр, мм. | Якість виготовлення       | Гурт     | Тираж, штук |
| ------------ | ---------- | ---------- | ------------ | ------------------------- | -------- | ----------- |
| 2            | нейзильбер | 12.8       | 31,0         | спеціальний анциркулейтед | рифлений | 30 000      |

### Аверс
На аверсі в центральній частині монети розташовано орнамент із вплетеним тризубом, що прикрашає залізну сокиру X—XIII ст., обабіч розташовано орнаменти, характерні для середньовічних Скандинавії та Київської держави. У лівій нижній частині розташовано логотип Банкнотно-монетного двору Національного банку України. По центру зверху монети розташовано малий державний герб, напис «УКРАЇНА», рік карбування «2022», а внизу монети розташовано її номінал та графічний символ гривні.

### Реверс
На реверсі монети зображено стилізований образ Єлизавети Ярославни. Позаду неї розташовуються сцени, що ілюструють військові та поетичні таланти її першого чоловіка — норвезького конунга Гаральда ІІІ Суворого. Зверху монети розташовуються стилізовані написи «Еллісіф Королева / Норвегії та Данії», а внизу написи «Олисава * Єлизавета Ярославна».

## Автори
- Художники: Таран Володимир, Харук Олександр, Харук Сергій.[1]

## Вартість монети
Роздрібна ціна Національного банку України 56 гривень.
Фактична приблизна вартість монети, з роками змінювалася так:
| Рік        | 2022 | 2023 | 2024 | 2025 |
| ---------- | ---- | ---- | ---- | ---- |
| Ціна, грн. | 130  | 135  | 230  | 250  |